# GIP (写真関連企業)
GIP（ジー・アイ・ピー、登記上の商号名は「株式会社ジー・アイ・ピー」）は、東京都渋谷区を拠点に写真関係の著作権管理や写真展の企画を行う企業である。社名のGIPは、「Goro International Press」の略であるが、通常「G.I.P.」または「G.I.P. Tokyo」と記載・呼称される。

## 概要
倉持悟郎（1939年 - 2006年）により1982年（昭和57年）にGoro International Press（通称G.I.P.）として設立された。日本国内外において、写真展の企画や写真展への協力を幅広く行い、文化的な交流に貢献している。倉持悟郎死後の代表者は、倉持博である。
日本国内での写真展企画の例としては、1996年（平成8年）に青山ベルコモンズで開催され、FSAプロジェクトを初めて本格的に日本で紹介した『ビター・イヤーズ写真展 1935-1945 アメリカ苦悩の時代（Bitter Years）』が挙げられるが、これに限られるものではない。

## かかわった写真展
- ジャンルー・シーフ（Jeanloup Sieff）写真展（1990年、青山ベルコモンズ）
- セシル・ビートン写真展（1995年10.17(火)～10.22(日)、東京・日本橋三越本店７階）
- ヘルムート・ニュートン写真展（1995年10.18(水)～11.5(日)、東京・新宿小田急美術館・新宿店本館11階）
- 《ヒューマン ライツ写真展》人間の権利にもっと光を！（伊丹市立美術館、2004年）展覧会紹介
- ジャンルー・シーフ写真展（2010年3月27日（土）〜5月16日（日）、東京都写真美術館地下1階展示室）展覧会紹介・展覧会図録